# 駱山

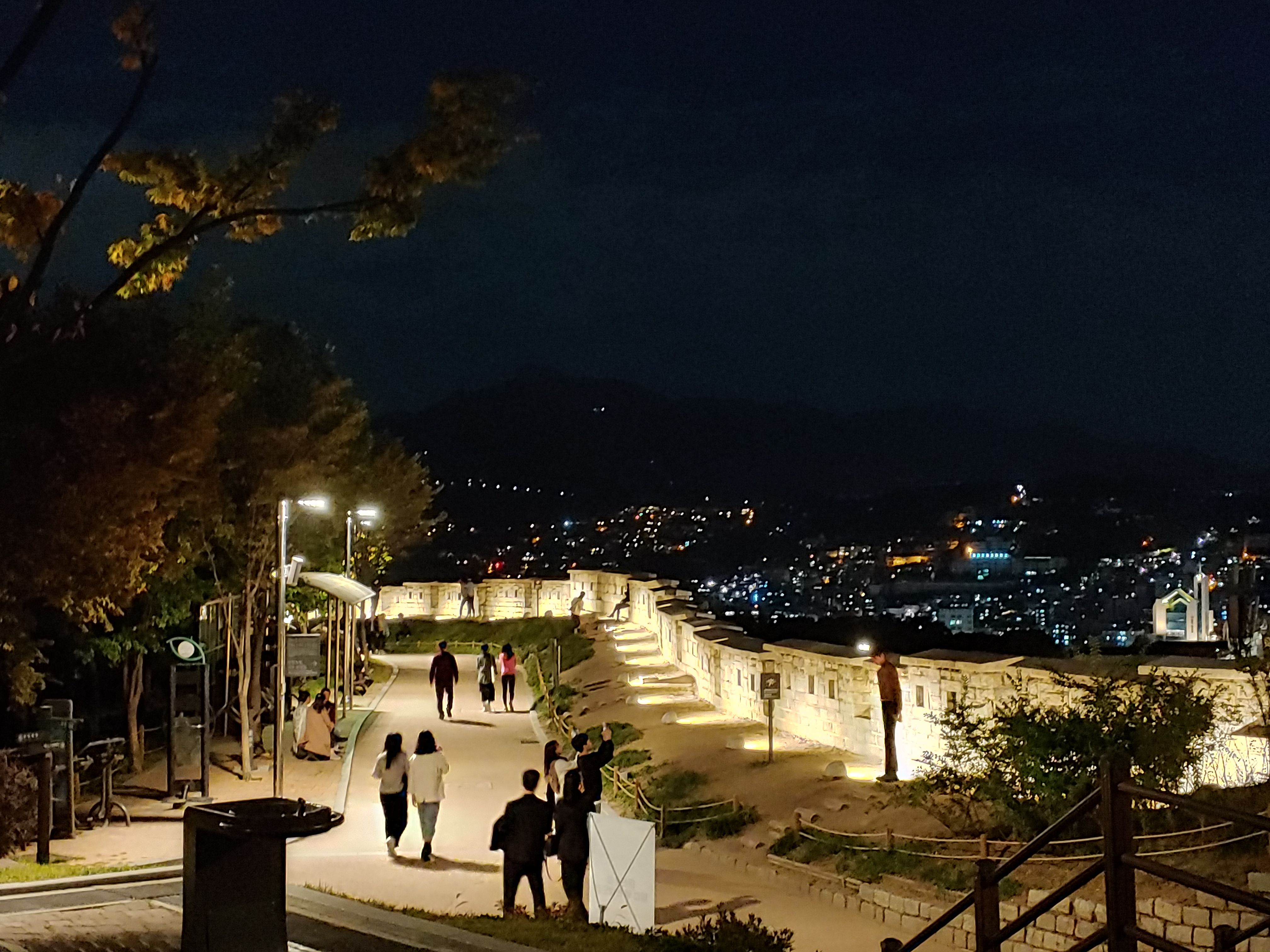
駱山夜景

駱山（韓語：낙산），位於韓國首爾鐘路區的一座山峰，高125米（410英尺），與南山齊名，是可以俯瞰首爾的知名景點。山上建有駱山公園，亦有古城牆建築。多齣韓劇包括《屋塔房王世子》、《我的大叔》、《無窮花開了》、《大力女子都奉順》等，都曾經在這裡取景。

## 相鄰地鐵站
- 惠化站